# Цирк Труцци (Севастополь)
Цирк Труцци — ныне не существующая цирковая арена в Севастополе, на месте кольца современной площади Ушакова (на тот момент площади Новосильцева), построена в конце XIX века, возобновлена в 1908 году. Принадлежала известной российской цирковой династии итальянского происхождения Труцци. Крупнейший на своё время по вместимости (1510 мест) зал в Севастополе. Во время Революции в России и Гражданской войны тут происходили важнейшие общественно-политические собрания.

## Описание
Первое деревянное здание цирка, находившееся на площади Новосильского, быстро пришло в негодность и было снесено в 1902 году. По некоторым сведениям, тут в 1897 году начал выступать никому не известный грузчик севастопольского порта Иван Поддубный, который вошёл в состав труппы цирка Труцци в 1899 году.
Заезжие цирки выступали во временных шатрах на площади Базарной и на площади Новосильского. С сентября 1902 года по апрель 1903 года в Севастополе на площади Новосильского гастролировал французский цирк Луи Годфруа. Выступления И. Поддубного привлекало сюда большое количество публики. В январе 1903 года в цирке Годфруа начал выступать «всемирно известный русский клоун и дрессировщик Анатолий Дуров».
Капитальное здание было вновь отстроено к 1908 году. Владельцем нового теплого здания цирка был представитель второго поколения династии Труцци Жижетто Труцци. Здание имело газокалильное освещение, зрительный зал состоял из 8 рядов и вмещал более 800 мест, галерея вмещала дополнительно 710 мест. Для градоначальника и других важных лиц предназначалась отдельная ложа. В цирке были уборные для артистов, фойе, буфет, конюшня. Перед зданием был разбит небольшой сквер.
На арене цирка Труцци выступали испанские оригинальные соло клоуны братья Фернандез, знаменитый артист Рафаэль Эдиге, который специализировался на звукоподражании, жокей и дрессировщик, сын директора Вильямс Жижеттович Труцци. В бенефис Вильямса Труцци дамы пропускались бесплатно. В заключение многих представлений исполнялась большая пантомима с балетом.
После Октябрьской революции второе поколение — братья Труцци покинули Россию. Они уехали через Константинополь в Италию, потеряв бо́льшую часть своего состояния.
В конце ноября 1920 года было принято решение о национализации всех севастопольских «театров, кинотеатров, цирка со всеми постройками и зачислении их за Отделом народного образования».
После конечного установления советской власти в Севастополе представитель третьего поколения династии Вильямс Труцци был членом дирекции и руководителем художественной части Севастопольского народного цирка.
В 1921 году здание за ветхостью было разобрано.

## Место проведения общественных собраний
В 1917—1920 годах здание цирка часто использовалось для собраний различных общественных организаций, так как было одним из самых вместительных в городе.
7 апреля 1917 года тут прошло второе заседание Севастопольской украинской черноморской общины. Был избран Главный совет, принят устав общины, а главой был избран директор севастопольской женской гимназии профессор Вячеслав Лащенко.
25 апреля 1917 года на Собрании офицерского союза и делегатов армии, флота и рабочих, командир Черноморского флота адмирал А. В. Колчак обратился к присутствующим с с докладом «Положение нашей вооружённой силы и взаимоотношения с союзниками»: «Я хочу сказать флоту Чёрного моря о действительном положении нашего флота и армии… Мы стоим перед распадом и уничтожением нашей вооруженной силы… Старые формы дисциплины рухнули, а новые создать не удалось, да и попыток к этому, кроме воззваний, никаких, в сущности, не делалось…Какой же выход из этого положения, в котором мы находимся, которое определяется словами „Отечество в опасности“… Первая забота — это восстановление духа и боевой мощи тех частей армии и флота, которые её утратили, — это путь дисциплины и организации, а для этого надо прекратить немедленно доморощенные реформы, основанные на самоуверенности невежества» . Это выступление было встречено бурными аплодисментами.
6 июня 1917 года в цирке Труцци состоялось делегатское собрание матросов, солдат, офицеров и рабочих, которое вынесло резолюцию об отстранении адмирала Колчака и начальника штаба капитана 1-го ранга Смирнова от должности «как возбудивших своими действиями матросские массы» и передаче их постов заместителям, находящимся под контролем комиссии, избранной собранием. Кроме того, в резолюции митинга содержалось требование о передаче вопроса об аресте адмирала на экстренное рассмотрение судовых и полковых комитетов. Решено было обыскать и обезоружить офицеров армии и флота.
Из воспоминаний Сапожникова: 7 ноября 1920 года на второй день после занятия города были расклеены объявления, что такого-то числа в городском цирке состоится общее собрание всех зарегистрировавшихся бывших; приглашались также и те, которые почему-либо до сих пор не прошли регистрации. В назначенный день цирк и вся площадь были забиты законопослушными бывшими. Произошло собрание или нет — не знаю, но только во второй половине дня все примыкающие к площади улицы были заняты красными частями. И вот эту огромную многотысячную массу людей под столь же огромным конвоем начали медленно оттеснять в сторону Особого отдела дивизии.
А этот Особый отдел для своего пребывания избрал три четверти городского квартала, ограниченного Екатерининской и Пушкинской улицами, между Вокзальным и Трамвайным спусками. Подвальные окна и часть окон первых этажей были забиты, заборы внутри квартала разобраны — получился большой двор. Кроме того, по периметру занятых зданий тротуары были отделены от мостовой двух-трехметровым проволочным заграждением и представляли собой этакие загоны. Затем большинство арестованных было расстреляно.